# Disney California Adventure
Disney California Adventure Park, i daglig tale, kendt som California Adventure eller akronymet DCA, er en temapark i Disneyland Resort i Anaheim, Californien, som åbnede den 8. februar 2001. Parken er ejet og drevet af The Walt Disney Company gennem dets Parks, Experiences and Products-division. Parken er 29 hektar stor, og har Californiens historie og kultur som tema, og statens hyldes ved hjælp af adskillige Disney-, Pixar- og Marvel Studios-instanser. Parken åbnede under navnet Disney's California Adventure Park og hører ind under Disneyland Park, og er en del af Disneyland Resort.
Konceptet, der er dedikeret til Californien, opstod under et med et møde mellem Disneys ledelse i 1995, i forbindelse med aflysningen af WestCOT, en planlagt vestkyst-version af Walt Disney World's utopiske EPCOT Center. Konstruktionen af California Adventure begyndte i juni 1998, og blev færdiggjort i begyndelsen af 2001. Disney forudså høje besøgstal ved den nye park, men sammenlagt med en række negative anmeldelser fra besøgende inden parkens officielle åbning, og efterfølgende skuffende besøgstal, blev forventningerne aldrig indfriet. Disney brugte de næste mange år på at tilføje nye forlystelser, forestillinger og attraktioner og øvrige tiltag for at øge besøgstallet. I 2007 annoncerede Disney en større renovation af parken med nye udvidelser og restrukturering af eksisterende områder i parken. Konstruktionen varede i fem år, og blev færdiggjort i etaper, og kulminerede endeligt med indvielsen af Buena Vista Street og Cars Land, samt en re-dedikering af parken i juni 2012. Efter at været lukket i over et år grundet coronapandemien, åbnede parken (sammen med Disneyland Resort) igen i midten af 2021 med indvielsen af Avengers Campus.
Ifølge Themed Entertainment Association, havde parken omkring 9,9 millioner gæster i 2018, hvilket placerede den på 12. pladsen over de mest besøgte forlystelsesparker det år.

## Eksterne links
- Disney's California Adventure Park – officiel website Arkiveret 17. december 2008 hos  Wayback Machine

33°48′24″N 117°55′9″V / 33.80667°N 117.91917°V